# Державна служба спеціального зв'язку та захисту інформації України (монета)
«Держа́вна слу́жба спеціа́льного зв'язку́ та за́хисту інформа́ції Украї́ни» — пам'ятна монета номіналом 5 гривень, випущена Національним банком України, присвячена спеціалізованому органу центральної виконавчої влади в галузі спеціального зв'язку та захисту інформації. Діяльність Держспецзв'язку спрямована на забезпечення національної безпеки України від зовнішніх і внутрішніх загроз та є складовою сектору безпеки і оборони України, основним суб'єктом національної системи кібербезпеки. З перших днів військової агресії РФ 2022 року, Держспецзв'язок став на захист інформаційного простору долучившись до заходів з протидії хакерським атакам. Також фахівці Держспецзв'язку надають інформаційну підтримку населенню, військовослужбовцям публікуючи роз'яснення та поради щодо використання різноманітних каналів та засобів зв'язку.
Монету введено в обіг 9 серпня 2022 року. Вона належить до серії «Інші монети».

## Опис монети та характеристики
| Номінал грн. | Метал      | Маса, г | Діаметр, мм | Якість виготовлення       | Гурт     | Тираж, штук |
| ------------ | ---------- | ------- | ----------- | ------------------------- | -------- | ----------- |
| 5            | нейзильбер | 16,54   | 35,0        | спеціальний анциркулейтед | рифлений | 20 000      |

### Аверс

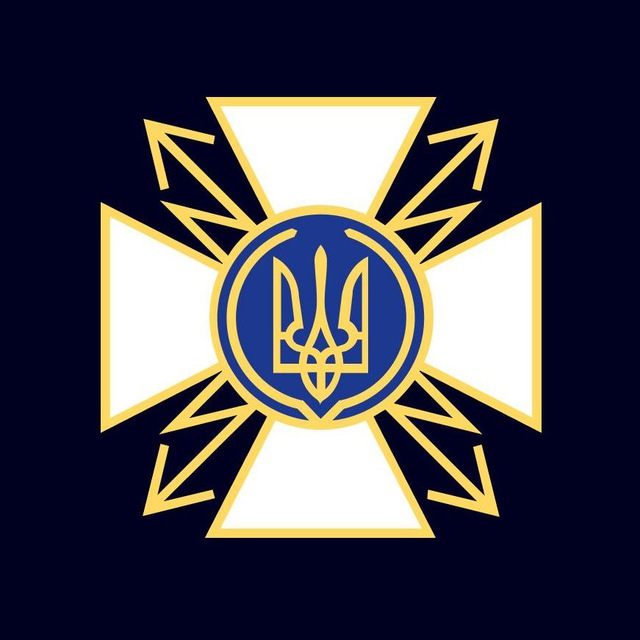
Емблема служби спеціального зв'язку

На аверсі монети розміщено: угорі — малий Державний Герб України, праворуч від якого написи «УКРАЇНА/2022», у центрі, на тлі стилізовано зображеної інформації у вигляді цифр двійкового коду — емблему Державної служби спеціального зв'язку та захисту інформації України, під емблемою на дзеркальному тлі — логотип Банкнотно-монетного двору Національного банку України та номінал «П'ЯТЬ ГРИВЕНЬ» (півколом).

### Реверс
На реверсі монети розміщено стилізовану композицію: на тлі друкованих плат зображено дзеркальний абрис України з ключем — символом криптографічного захисту інформації та напис: «ДЕРЖАВНА СЛУЖБА СПЕЦІАЛЬНОГО ЗВ'ЯЗКУ ТА ЗАХИСТУ ІНФОРМАЦІЇ УКРАЇНИ» (по колу).

## Автори

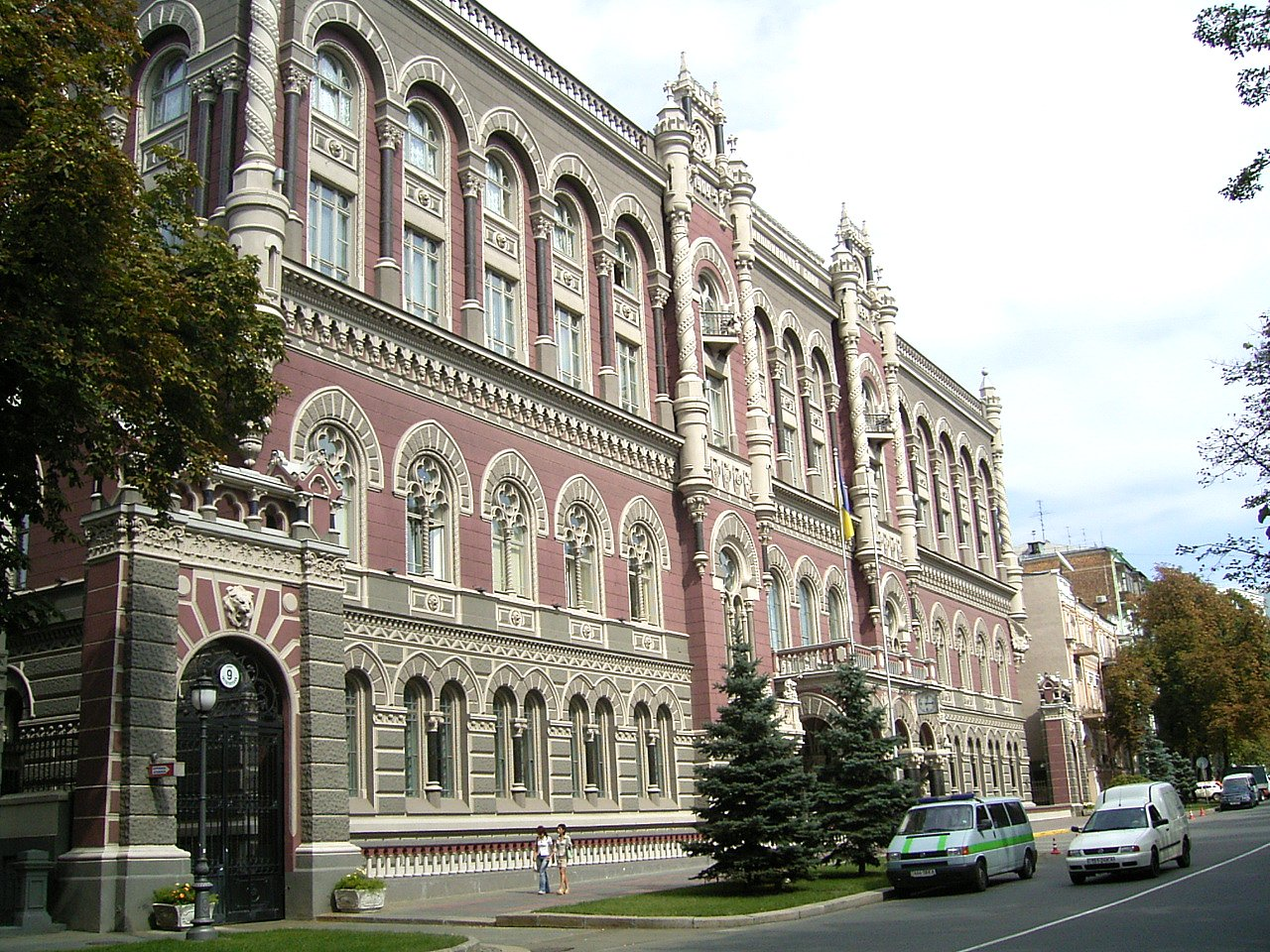
Будівля Національного банку України

- Художник — Фандікова Наталія.
- Скульптори: Іваненко Святослав, Лук'янов Юрій.

## Вартість монети
Під час введення монети в обіг 2022 року, Національний банк України реалізовував монету за ціною 76 гривень.
Фактична приблизна вартість монети, з роками змінювалася так:
| Рік        | 2023 | 2024 | 2025 |
| ---------- | ---- | ---- | ---- |
| Ціна, грн. | 460  | 840  | 840  |